# Haldia
Haldia (en bengali : হলদিয়া) est une ville du District de Purba Medinipur dans l'état du Bengale-Occidental en Inde. Elle se trouve à 50 kilomètres au sud-ouest de Calcutta.

## Histoire
Haldia s'est rapidement développée en grande ville moderne durant la seconde moitié du XXe siècle, grâce à la construction, près de l'embouchure du Hooghly d'un port de mer permettant de recevoir les navires porte-conteneurs de grande dimension qui ne pouvaient remonter le fleuve jusqu'au port de Kidderpore, à Calcutta.

## Démographie
Lors du recensement de 2011, Haldia était peuplée de 200 762 habitants : 104 852 hommes et 95 910 femmes. La population des 0-6 ans s'élevait à 21 122 enfants. Enfin le taux d'alphabétisation chez les plus de sept ans s'élevait à 89,06 %.